# Ньяссе, Бабакар
Бабакар Ньяссе Мбайе (фр. Babacar Niasse Mbaye; род. 20 декабря 1996, Дакар) — сенегальский и мавританский футболист, вратарь клуба «Генгам» и национальной сборной Мавритании.

## Карьера

### «Эйпен»
Воспитанник сенегальской академии «Эспаир». В юношеские годы выступал на позиции атакующего полузащитника, однако из-за своего роста сменил амплуа на вратаря. В феврале 2015 года перешёл как выпускник академии в бельгийский клуб «Эйпен». Начинал свой первый сезон в клубе как запасной вратарь. дебютировал за клуб 16 января 2016 года в матче против клуба «Дессель Спорт». Получил свою первую жёлтую карточку 6 марта 2016 года в матче против клуба «Серкль Брюгге». Первый свой «сухой» матч провёл 12 марта 2016 года в матче против клуба «Серен Юнайтед». Оставшуюся часть сезона провёл как основной вратарь. В 13 матчах пропустил 12 мячей и 4 раза сохранил ворота нетронутыми. Стал серебряным призёром второго дивизиона Бельгии по футболу и получил повышение в бельгийскую Про-Лигу.
Новый сезон 2016/17 начинал как запасной вратарь. Дебютировал в бельгийской Про-Лиге 10 декабря 2016 года в матче против «Шарлеруа», выйдя на замену в конце первого тайма из-за травмы Хендрика Ван Кромбрюгге и спустя еще пару минут отличился автоголом. Затем футболист занял место в воротах на время реабилитации основного вратаря. Потом опять наблюдал за играми на скамейке запасных. Оставшиеся сезоны проводил как запасной вратарь, появляясь на поле пару раз за сезон.

### «Тондела»
В августе 2019 года перешёл в португальский клуб «Тондела». По приходе в клуб также стал запасным вратарём. Дебютировал за клуб 19 октября 2019 года в Кубке Португалии против клуба «Фейренсе», пропустив 3 мяча. Дебютировал в Примейра-лиге лишь 5 июля 2020 года в матче против «Фамаликана». Первый «сухой» матч сыграл 20 июля 2020 года в матче против «Браги», где также получил жёлтую карточку. 
Начинал сезон 2020/21 как основной вратарь. Первый матч сыграл 20 сентября 2020 года против «Риу Аве». Первую в карьере красную карточку получил 17 октября 2020 года в матче против «Жил Висенте». В период с середины февраля 2021 по июнь 2021 года присел на лавку запасных. 
В сезоне 2021/22 снова стал запасным вратарём выступая в основном только в кубковых матчах. Первый матч в сезоне сыграл 22 августа 2021 года против «Портимоненсе». В Кубке Португалии дошёл до финала, где встретился с «Порту». В финальной встрече был основным вратарём, однако соперники оказались сильнее и победили со счётом 1:3.

### «Генгам»
В июле 2023 года футболист перешёл во французский клуб «Генгам», с которым заключил двухлетний контракт.

## Международная карьера
В 2011 году выступал в юношеской сборной Сенегала до 17 лет, где провёл 2 матче, в которых пропусти 5 мячей.
В марте 2022 года был вызван в национальную сборную Мавритании. Дебютировал за сборную 26 марта 2022 года против Мозамбика в товарищеском матче.